# Hybophorellus baffinensis
Hybophorellus baffinensis là một loài tò vò trong họ Ichneumonidae.